# Острів Святого Георгія
Див. також Острів Святого Георгія (США)

Остров Святого Георгія (чорн. Свети Ђорђе) — один із островів напроти міста Пераст (Чорногорія).
На острові знаходиться мальовниче бенедиктинське абатство, котре вперше згадується в 1166 році як власність міста Котора. Вивчення небагатьох збережених фрагментів початкового архітектурного оздоблення дозволило зробити висновок, що абатство існувало як мінімум вже в IX столітті. Острів залишався которським володінням до 1634 року, коли патронат над ним перейшов до венеційського сенату.

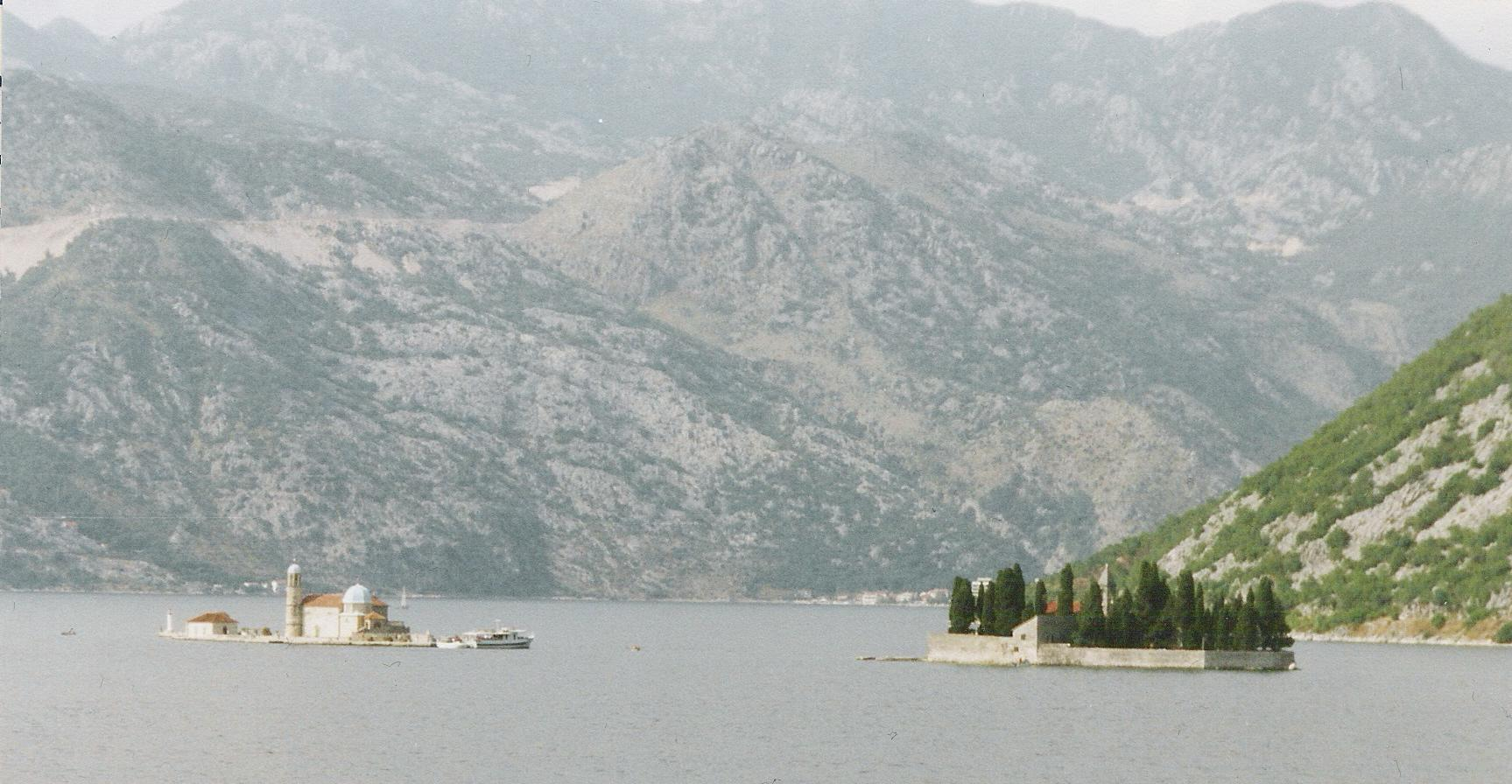
Острів Святого Георгія (праворуч)

Острів постійно перебував під загрозою вторгнень і землетрусів. В 1535 році містяни Пераста вбили абата Паскаля, обраного міською радою Котора (на знак покаяння, перастці перебудували і розширили церкву на сусідньому острові Госпа од Шкрпела). У 1571 році турецький пірат Карадоз спалив і абатство, і весь Пераст (відновлення почалося тільки в 1603 році). Під час Великого землетрусу 6 квітня 1667 року абатство на острові Св. Георгія було знову зруйновано.
У 1812 році острів був захоплений французами, які пізніше були вигнані містянами Пераста. У 1814 році острів був окупований австрійцями.
В абатстві знаходяться роботи XV століття Ловро Маринова Добрічевіча, відомого художника з Котора.